# انجلیکا اپوستانو
انجلیکا اپوستانو (انگلیسی: Angelica Aposteanu؛ زادهٔ ۲۱ august ۱۹۵۴ (۷۰ سال)) ورزشکار روئینگ اهل رومانی است.
وی در مسابقات کشوری و بین‌المللی در مجموع برندهٔ ۳ مدال برنز شده‌است.